# Curling na Zimních olympijských hrách 1988 – ukázkový turnaj ženy
Turnaj žen v curlingu na Zimních olympijských hrách 1988 byla ukázková soutěž hraná v hale Max Bell Arena.

## Týmy
Ženského turnaje se účastnilo 8 reprezentací.
| Země                   | Skip (čtyřka)         | Third (trojka)          | Second (dvojka)         | Lead (jednička)       | Náhradník           | Klub                                  |
| ---------------------- | --------------------- | ----------------------- | ----------------------- | --------------------- | ------------------- | ------------------------------------- |
| Západní Německo        | Andrea Schöppová      | Almut Hegeová-Schöllová | Monika Wagnerová        | Susanne Finková       |                     | SC Riessersee, Garmisch-Partenkirchen |
| Dánsko                 | Helena Blachová       | Malene Krauseová        | Lone Kristoffersenová   | Lene x. Nielsenová    |                     | Hvidovre CC, Hvidovre                 |
| Francie                | Annick Mercierová     | Agnes Mercierová        | Andrée Dupont-Rocová    | Catherine Lefebvreová |                     | Megève CC, Megève                     |
| Kanada                 | Linda Mooreová        | Lindsay Sparkesová      | Debbie Jonesová         | Penny Ryanová         | Patti Vandeová      | North Shore Winter Club, Vancouver    |
| Norsko                 | Trine Trulsenová      | Dordi Nordbyová         | Hanne Pettersenová      | Mette Halvorsenová    | Marianne Aspelinová | Snarøen CC, Oslo                      |
| Švédsko                | Elisabeth Högströmová | Monika Janssonová       | Birgitta Sewiková       | Marie Henrikssonová   | Anette Norbergová   | Karlstads CK, Karlstad                |
| Švýcarsko              | Cristina Lestanderová | Barbara Meierová        | Christina Gartenmannová | Katrin Peterhansová   |                     | Bern Egghölzi Damen CC, Bern          |
| Spojené státy americké | Lisa Schoenebergová   | Erika Brownová          | Carla Casperová         | Lori Mountfordová     |                     | Madison CC, Madison                   |

## Základní skupina
| Pořadí | Tým                    | Z | V | P | Skóre |
| ------ | ---------------------- | - | - | - | ----- |
| 1.     | Švédsko                | 7 | 5 | 2 | 41:33 |
| 2.     | Kanada                 | 7 | 5 | 2 | 42:30 |
| 3.     | Západní Německo        | 7 | 4 | 3 | 43:31 |
| 4.     | Norsko                 | 7 | 4 | 3 | 44:38 |
| 5.     | Spojené státy americké | 7 | 4 | 3 | 41:42 |
| 6.     | Dánsko                 | 7 | 3 | 4 | 26:40 |
| 7.     | Švýcarsko              | 7 | 2 | 5 | 34:46 |
| 8.     | Francie                | 7 | 1 | 6 | 34:45 |

### 1. kolo
| Tým                                     | Celkem |
| --------------------------------------- | ------ |
| Švédsko (Högströmová)                   | 10     |
| Spojené státy americké (Schoenebergová) | 2      |

| Tým                         | Celkem |
| --------------------------- | ------ |
| Kanada (Mooreová)           | 4      |
| Západní Německo (Schöppová) | 3      |

| Tým                      | Celkem |
| ------------------------ | ------ |
| Dánsko (Blachová)        | 6      |
| Švýcarsko (Lestanderová) | 5      |

| Tým                  | Celkem |
| -------------------- | ------ |
| Norsko (Trulsenová)  | 6      |
| Francie (Mercierová) | 3      |

### 2. kolo
| Tým                  | Celkem |
| -------------------- | ------ |
| Dánsko (Blachová)    | 7      |
| Francie (Mercierová) | 5      |

| Tým                      | Celkem |
| ------------------------ | ------ |
| Švýcarsko (Lestanderová) | 7      |
| Norsko (Trulsenová)      | 4      |

| Tým                                     | Celkem |
| --------------------------------------- | ------ |
| Kanada (Mooreová)                       | 7      |
| Spojené státy americké (Schoenebergová) | 5      |

| Tým                         | Celkem |
| --------------------------- | ------ |
| Švédsko (Högströmová)       | 6      |
| Západní Německo (Schöppová) | 5      |

### 3. kolo
| Tým                      | Celkem |
| ------------------------ | ------ |
| Kanada (Mooreová)        | 6      |
| Švýcarsko (Lestanderová) | 4      |

| Tým                         | Celkem |
| --------------------------- | ------ |
| Západní Německo (Schöppová) | 8      |
| Norsko (Trulsenová)         | 5      |

| Tým                   | Celkem |
| --------------------- | ------ |
| Švédsko (Högströmová) | 7      |
| Francie (Mercierová)  | 4      |

| Tým                                     | Celkem |
| --------------------------------------- | ------ |
| Spojené státy americké (Schoenebergová) | 9      |
| Dánsko (Blachová)                       | 2      |

### 4. kolo
| Tým                         | Celkem |
| --------------------------- | ------ |
| Západní Německo (Schöppová) | 7      |
| Dánsko (Blachová)           | 2      |

| Tým                                     | Celkem |
| --------------------------------------- | ------ |
| Norsko (Trulsenová)                     | 9      |
| Spojené státy americké (Schoenebergová) | 5      |

| Tým                      | Celkem |
| ------------------------ | ------ |
| Švýcarsko (Lestanderová) | 7      |
| Švédsko (Högströmová)    | 3      |

| Tým                  | Celkem |
| -------------------- | ------ |
| Kanada (Mooreová)    | 10     |
| Francie (Mercierová) | 3      |

### 5. kolo
| Tým                   | Celkem |
| --------------------- | ------ |
| Norsko (Trulsenová)   | 9      |
| Švédsko (Högströmová) | 2      |

| Tým               | Celkem |
| ----------------- | ------ |
| Dánsko (Blachová) | 5      |
| Kanada (Mooreová) | 2      |

| Tým                         | Celkem |
| --------------------------- | ------ |
| Západní Německo (Schöppová) | 8      |
| Francie (Mercierová)        | 5      |

| Tým                                     | Celkem |
| --------------------------------------- | ------ |
| Spojené státy americké (Schoenebergová) | 9      |
| Švýcarsko (Lestanderová)                | 6      |

### 6. kolo
| Tým                                     | Celkem |
| --------------------------------------- | ------ |
| Spojené státy americké (Schoenebergová) | 5      |
| Západní Německo (Schöppová)             | 3      |

| Tým                   | Celkem |
| --------------------- | ------ |
| Švédsko (Högströmová) | 6      |
| Kanada (Mooreová)     | 4      |

| Tým                      | Celkem |
| ------------------------ | ------ |
| Francie (Mercierová)     | 9      |
| Švýcarsko (Lestanderová) | 1      |

| Tým                 | Celkem |
| ------------------- | ------ |
| Norsko (Trulsenová) | 7      |
| Dánsko (Blachová)   | 2      |

### 7. kolo
| Tým                 | Celkem |
| ------------------- | ------ |
| Kanada (Mooreová)   | 9      |
| Norsko (Trulsenová) | 4      |

| Tým                                     | Celkem |
| --------------------------------------- | ------ |
| Spojené státy americké (Schoenebergová) | 6      |
| Francie (Mercierová)                    | 5      |

| Tým                         | Celkem |
| --------------------------- | ------ |
| Západní Německo (Schöppová) | 9      |
| Švýcarsko (Lestanderová)    | 4      |

| Tým                   | Celkem |
| --------------------- | ------ |
| Švédsko (Högströmová) | 7      |
| Dánsko (Kappová)      | 2      |

## Tie-break
| Tým                                     | Celkem |
| --------------------------------------- | ------ |
| Norsko (Trulsenová)                     | 10     |
| Spojené státy americké (Schoenebergová) | 7      |

| Tým                         | Celkem |
| --------------------------- | ------ |
| Norsko (Trulsenová)         | 8      |
| Západní Německo (Schöppová) | 4      |

## Play-off

### Pavouk
|  | Semifinále | Semifinále | Semifinále |  |  | Finále | Finále  | Finále |
|  |            |            |            |  |  |        |         |        |
|  |            |            |            |  |  | 2      | Kanada  | 7      |
|  | 2          | Kanada     | 6          |  |  | 1      | Švédsko | 5      |
|  | 3          | Norsko     | 5          |  |  |        |         |        |

### Semifinále
| Tým                 | Celkem |
| ------------------- | ------ |
| Kanada (Mooreová)   | 6      |
| Norsko (Trulsenová) | 5      |

### Finále
| Tým                   | 1 | 2 | 3 | 4 | 5 | 6 | 7 | 8 | 9 | 10 | Celkem |
| --------------------- | - | - | - | - | - | - | - | - | - | -- | ------ |
| Kanada (Mooreová)     | 0 | 1 | 0 | 1 | 0 | 2 | 1 | 0 | 0 | 2  | 7      |
| Švédsko (Högströmová) | 1 | 0 | 2 | 0 | 1 | 0 | 0 | 0 | 1 | 0  | 5      |

## Konečné umístění
| Pořadí                      | Tým                          |
| --------------------------- | ---------------------------- |
| Zlatá olympijská medaile    | Kanada (CAN)                 |
| Stříbrná olympijská medaile | Švédsko (SWE)                |
| Bronzová olympijská medaile | Norsko (NOR)                 |
| 4.                          | Západní Německo (FRG)        |
| 5.                          | Spojené státy americké (USA) |
| 6.                          | Dánsko (DEN)                 |
| 7.                          | Švýcarsko (SUI)              |
| 8.                          | Francie (FRA)                |